# Tempo de Violência
Tempo de Violência é um filme brasileiro de 1969, do gênero policial, dirigido por Hugo Kusnet.

## Prêmios e indicações
| Evento/Prêmio             | Categoria                | Recipiente   | Resultado |
| ------------------------- | ------------------------ | ------------ | --------- |
| Festival de Brasília 1969 | Melhor atriz coadjuvante | Glauce Rocha | Venceu    |

## Elenco
|                                   |  |                                 |
| Tônia Carrero interpretou "Marta" |  | Raul Cortez interpretou o chefe |

| • João Bennio        | ...... | Antônio Coutinho     |
| • Tônia Carrero      | ...... | Marta                |
| • Raul Cortez        | ...... | o chefe              |
| • Hugo Carvana       | ...... | homem 1              |
| • Antero de Oliveira | ...... | homem 2              |
| • Glauce Rocha       | ...... | Maria da Glória      |
| • Fernando José      | ...... | gerente do consórcio |
| • Carlos Koppa       | ...... | comparsa             |
| • Mário Lago         | ...... | deputado             |
| • Isabel Ribeiro     | ...... | Ana Maria            |
| • Rubens de Falco    | ...... | "F"                  |
| • Paulo Padilha      | ...... | José Ramos           |
| • Maurício Barroso   | ...... | amigo de Antônio     |
| • Nildo Parente      | ...... | amigo do deputado    |
| • Álvaro Aguiar      | ...... | Torres               |
| • Carlos Imperial    | ...... | locutor              |

## Sinopse
Bancário testemunha o assassinato de um jornalista que investigava uma quadrilha de contrabandistas e passa a ser perseguido.